# Mapei
«Мапеи» (итал. Mapei S.p.A) — итальянская компания со штаб — квартирой в Милане, основанная в 1937 году. Занимается производством и продажей химической продукции для нужд строительной промышленности.

## История
Компания (первоначально Materiali Autarchici per l'Edilizia e l'Industria) была основана в Милане в 1937 году Родольфо Сквинци при активной поддержке его супруги Эльзы. В первые дни существования компании в ней работало всего семь сотрудников. В начале своей истории «Мапеи» производила цветные краски SILEXCOLOR и материалы для покрытия зданий.
Позже корпорация сосредоточилась на рынке клеев для полов и других поверхностей, в первую очередь для линолеума, производя клей под названием ADESILEX L1. Затем появились клеи для керамики, каменных материалов, ковров, ПВХ и дерева. Производство специального клея для каждого продукта было разработано благодаря значительным инвестициям, как с точки зрения финансовых, так и человеческих ресурсов. Рынок серьезно расширился в 1960-х годах благодаря всемирной популярности итальянской керамики. Клей ADESILEX P22 был выпущен в уже готовой к применению упаковке, что было революционным решением для промышленности того времени, которая традиционно готовила обычные растворы на цементной основе на месте. Затем производство было расширено за счет других специальных строительных растворов, гидроизоляторов и добавок для бетона.
С 1971 года, когда Mapei наглядно продемонстрировала прочность клея ADESILEX P9, компания представила ряд инновационных продуктов, таких как первый безполимерный цементный клей KERABOND, клей KERALASTIC для различных поверхностей и силиконовый герметик SIGILLANTE 3433 (теперь MAPESIL AC) для эластичных швов в керамике.
В 1978 году Джорджио Сквинци, выпускник факультета промышленной химии, начал интернационализацию компании, как в коммерческом, так и в производственном плане, открыв небольшую фабрику в Канаде после поставки клеев для укладки резиновых покрытий, использовавшихся для легкоатлетических дорожек на Олимпийских играх 1976 года. В последующие десятилетия компания распространилась на Австрию, Соединенные Штаты, Францию, а затем и на остальной мир, открыв новые филиалы и приобретя другие важные бренды, начиная с Vinavil в Италии в 1994 году и завершившись последним приобретением Fili & Forme. Эта стратегия роста связана с необходимостью производства клеев и химических продуктов для строительной промышленности в радиусе 400—500 км от строительных работ для поддержания устойчивых транспортных расходов.
Mapei Sport Service, основанный в 1997 году, добился победы велокоманды Mapei на велогонке Париж-Рубе в 1998 году, а в 2003 году компания приобрела футбольный клуб «Сассуоло».
В 2006 году, спонсируемая компанией Mapei, итальянская сборная по футболу выиграла свой четвертый кубок мира, а  продуктовая линейка компании включает в себя клеи ADESILEX P4, KERAFLEX MAXI и ELASTORAPID для керамики и камня, MAPEQUICK для подземных и подводных работ, теплоизоляцию MAPETHERM, укрепляющие материалы MAPEGRID и FRP, а также растворы ULTRATOP и MAPEFLOOR для промышленных полов.
Джорджио Сквинци работал в компании вместе со своей женой Адрианой Спаццоли, которая была директором по маркетингу и коммуникациям. Их дети, Марко и Вероника, сейчас работают в компании соответственно директором по исследованиям и разработкам и директором по глобальному развитию.
Эта компания является одним из ведущих мировых производителей клеев и химических продуктов для строительной промышленности с 90 дочерними компаниями в 56 странах мира, работающими на 83 заводах-изготовителях, каждый из которых имеет собственную лабораторию контроля качества, и 31 исследовательским центром (включая корпоративный центр) в 20 странах. По состоянию на 2021 год в компании работает более 11 000 сотрудников и производится более 6000 изделий для строительной отрасли.
Помимо прочего, корпорация также издает собственный официальный журнал на итальянском и английском языках с 1991 года. Адриана Спаццоли являлась главным редактором журнала Realtà Mapei в течение 28 лет, вплоть до 2019 года. 160 000 экземпляров журнала распространяются по всей Италии, а 22 000 экземпляров публикуются по всему миру.
После того, как Сквинци и Спаццоли скончались в 2019 году, их дети, Марко Сквинци и Вероника Сквинци, совместно возглавили компанию. Марко Сквинци, Вероника Сквинци и Симона Джорджетта в настоящее время являются членами совета директоров, который возглавляет юрист Лаура Сквинци. 
На протяжении многих лет продукция «Mapei» использовалась для установки легкоатлетических дорожек на Олимпийских играх начиная с Игр в Монреале 1976 года. 

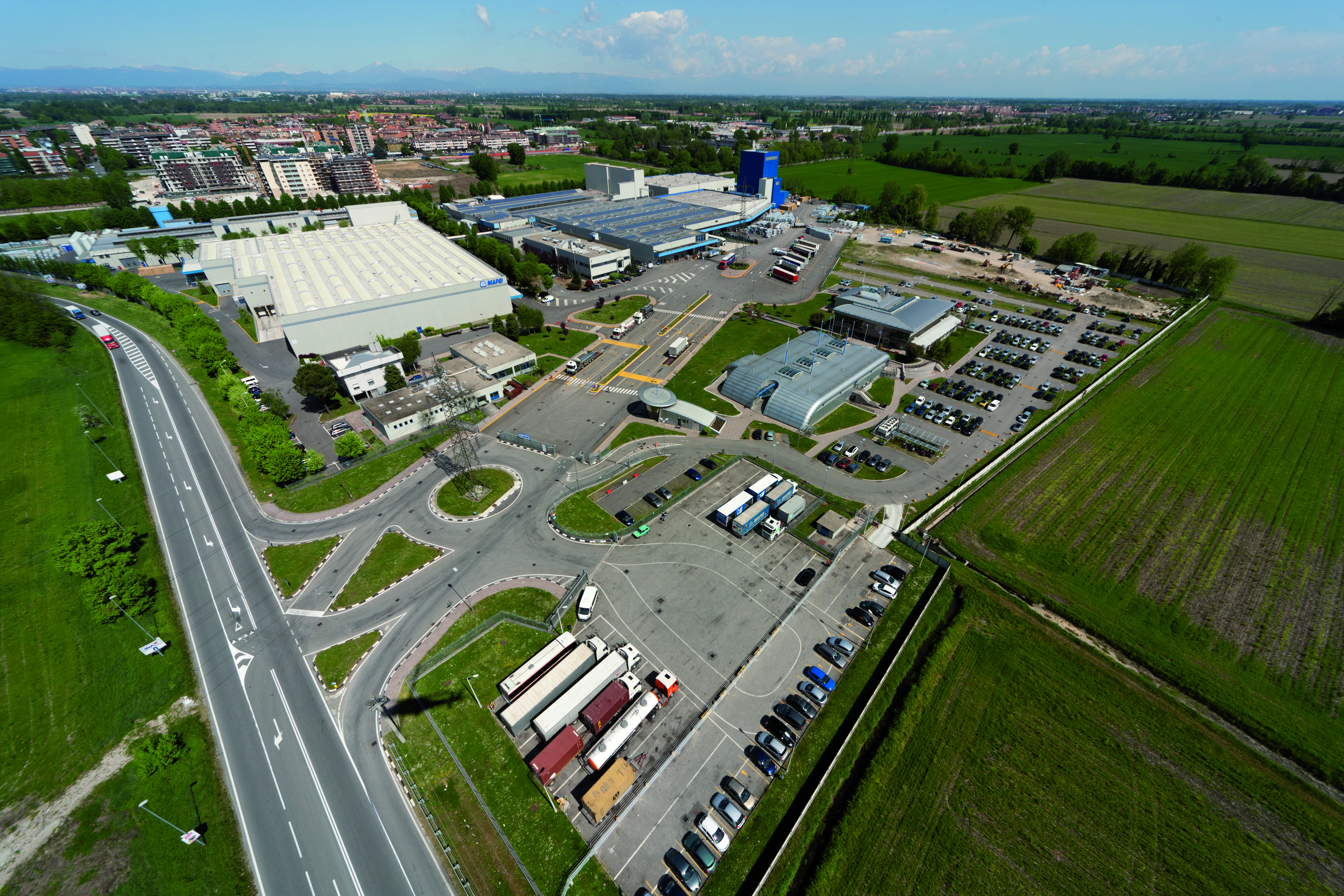
Производственный завод «Mapei» в городском районе Роббьяно-ди-Медилья, Милан

Они также использовались для ремонта коридоров Сикстинской капеллы, укладки полов в главном зале Московского Кремля и реставрации фресок работы Джотто в базилике Святого Франциска Ассизского после того, как она была повреждена землетрясением. Они также использовались для туннеля через Монблан, строительства Башен-близнецов в Куала-Лумпуре, моста, соединяющего Данию со Швецией, плотины Три ущелья в Китае, для строительства 240 км туннелей, обслуживающих суперпоезд Токио-Осака, для укладки полов в международном аэропорту Гонконга, ремонта и строительство трассы на Киевском велодроме, а также для ремонта деревянных конструкций Базельского художественного музея.
Продукция корпорации также использовалась для строительства международного аэропорта Пекин-Дасин в Китае, а также для восстановления и последующего расширения театра Ла Скала в Милане. «Mapei» поставляла добавки для строительства фундаментов новой больницы Галеацци в Милане и материалы для строительства нового моста в Генуе.

## Инвестиционная политика

### Культура
Корпорация тесно связана с театром Ла Скала в Милане. Впервые она официально стала «Корпоративным подписчиком» театра в 1984 году, а затем, после внесения вклада в реконструкцию здания театра, в 2008 году стала «Партнером-основателем». Джорджио Сквинци вошел в совет директоров в 2016 году. Компания также является «членом-основателем» Национальной академии Санта-Чечилия в Риме.
«Mapei» поддерживает театральное пространство No'hma, в котором с 2000 года проходит арт-проект, организованный и продвигаемый одноимённой ассоциацией. Этот театр, основанный Терезой Помодоро, расположен на улице виа Орканья в районе Читта Студи. «Mapei» также спонсирует оркестр Верди и фонд «La Triennale» в Милане.
«Mapei» также связана деловым партнерством с Национальным музеем науки и техники Леонардо да Винчи в Милане в качестве технического партнера для различных выставочных зон. Компания также участвовала в перестройке театра в Исправительном институте имени К. Беккариа для малолетних правонарушителей.

### Спорт
Первым опытом спортивного инвестирования для компании стала команда по шоссейному велоспорту, образованная в 1993 году. В её составе выступали многие известные гонщики, в том числе Тони Ромингер, Павел Тонков, Андреа Тафи, Франко Баллерини, Паоло Беттини, Джанни Буньо, Оскар Фрейре, Йохан Мюзеув.
В настоящее время «Mapei» является спонсором и владельцем футбольного клуба «Сассуоло», выступающего в Серии А. Помимо основного состава, компания также спонсирует женскую команду клуба. Домашний стадион «нероверди» также носит имя корпорации.
Джорджо Сквинци приобрел «Сассуоло», выступавший в четвёртой по силе лиге, в 2002 году, заплатив за клуб 35 тысяч евро. В 2013 году коллектив впервые в своей истории вышел в высший дивизион.
В 2019 году «Mapei» открыла спортивный центр под названием Mapei Football Center в городе Сассуоло.